# 约恩·乌松

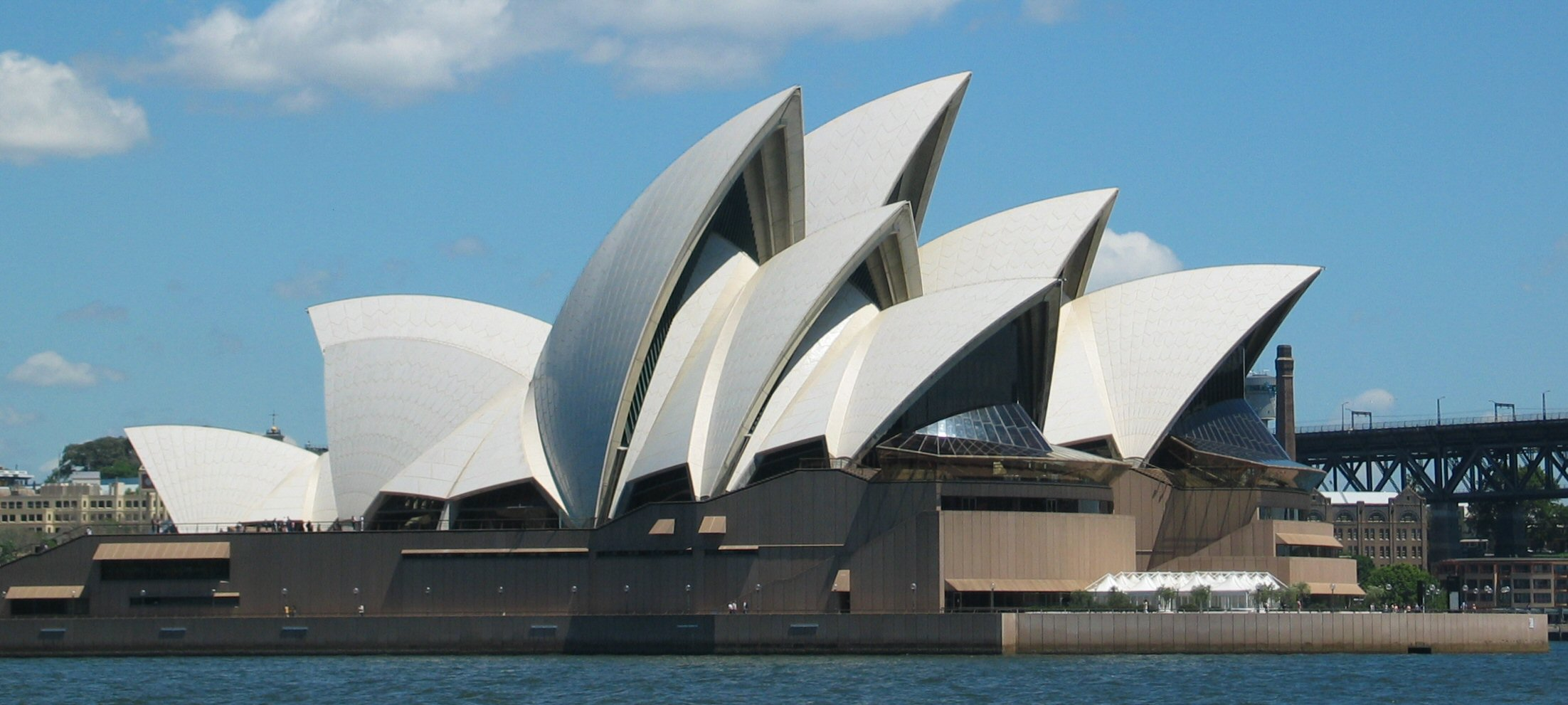
悉尼歌剧院

约恩·乌松，AC（丹麥語：Jørn Utzon，1918年4月9日—2008年11月29日），出生于哥本哈根，丹麦建筑设计师。其最著名的作品是悉尼歌剧院。

## 生平
直到18岁，他还考虑去当一名海军军官。1937年，19岁的乌松顺利进入丹麦皇家艺术学院建筑系，师从于施泰因·埃勒·拉斯姆森（Steen Eiler Rasmussen）和卡伊·菲斯科尔（Kay Fisker），两位总恩师均为丹麦建筑界的领军人物，而且也都是中国迷，其中，拉斯姆森还曾在北京设计过热电站。乌松耳濡目染，接触了大量中国艺术文化，不知不觉影响了自己的建筑观念。
1942年毕业于丹麦皇家建筑艺术学院。
第二次世界大战爆发后逃往瑞典斯德哥尔摩，并受雇于瑞典建筑大师阿斯普朗德（Erik Gunnar Asplunde）的建筑事务所。
乌松在瑞典整整工作了3年。尔后便去了芬兰首都赫尔辛基，和芬兰首屈一指的现代主义建筑大师阿尔瓦·阿尔托（Alvar Aalto）一道工作。阿尔托比乌松年长20岁，早已功成名就，名满天下。和阿尔托的合作给看作是乌松创作阶段进一步发展的重要时期，加深了乌松对有机建筑的理解。尽管这样，乌松仍觉得自己不够充实，仿佛只有周游世界，从不同国家、不同民族的建筑中汲取养料，才是最直接有效的学习方法。 
1957年，乌松在悉尼歌剧院的设计方案竞标中意外获选，由于其设计理念大胆前卫，加上开支严重超出预算而受到多方质疑，他被迫于1966年辞去总设计师职位，由一位澳大利亚设计师接任。其继任人依然延续乌松的风格。悉尼歌剧院建成后，成为了澳大利亚的标志性建筑，并于2007年获列为世界文化遗产。
乌松一生还设计过不少建筑名作，荣获过普利兹克等奖项。
2008年，乌松在接连做了几次手术之后，在睡梦中心脏病发逝世。
约恩·乌松一生的辉煌只有一次，但这一次已是传奇。 ——丹麦建筑师协会